# Морской канал (Санкт-Петербург)
Морской канал — искусственный фарватер в Невской губе, проходящий от устья реки Большая Нева до острова Котлин. Предназначен для прохода судов в морской порт Санкт-Петербурга. По каналу возможно движение судов с осадкой не более 11 метров (на пресную воду), длиной не более 320 метров и шириной не более 42 метров. На берегу рейда Лесного мола в порту Санкт-Петербурга расположен «Задний створный маяк Санкт-Петербургского морского канала-Встречный» — четвёртый по высоте «традиционный» маяк в мире, самый высокий маяк в России — 73 метра и самый высокий створный (то есть обязательно работающий в паре) маяк в мире.

## История

### Проекты
В начале XIX века портовые мощности Санкт-Петербурга находились на берегах реки Невы. К причалам на Неве с моря вёл сложный, извилистый фарватер, вызывавший значительные затруднения для прохождения крупных судов. Осадка судна, способного пройти в Петербург при среднем уровне воды, не должна была превышать 2,4 м. Суда с большей осадкой могли проходить бары в устье Невы лишь на камелях. По этим причинам многие корабли разгружались и загружались в Кронштадте. Между Кронштадтом и Петербургом грузы перевозились на небольших судах, тем самым сильно увеличивая транспортные расходы. Разгрузка товара с корабля в Кронштадте, перевозка и разгрузка в Санкт-Петербурге занимала в лучшем случае около недели. Ещё один, два дня требовалось на загрузку речных судов, либо доставку на железнодорожную станцию и загрузку в поезд. Только после этого груз уходил внутрь России. Так, по данным морского министерства за 1830 год, в Кронштадт пришло 759 судов с товарами, а в Петербург — только 323. В 1868 году из 768 тыс. т импортного груза в Петербург без перегрузки доставлено лишь 208 тыс. т.
Сооружение непосредственно в Петербурге глубоководного порта, к которому с моря могут зайти крупные суда, уменьшило бы расходы по перегрузке товаров с морских судов на речные или на железную дорогу, а так же позволяло освободить порт в Кронштадте от торговых судов, что давало возможность использовать его исключительно для нужд военно-морского флота. Ещё при Петре I было начато строительство канала, проходящего по южному берегу Невской губы от Невы до Ораниенбаума. Канал предназначался для речных судов. Он задумывался для того, чтобы обезопасить переход речных барок через Невскую губу, в которой случались значительные для них волнения на море, до места близ глубоководного морского порта, где бы происходила перегрузка с речных на морские суда. После смерти Петра I работы были остановлены. В 1810 году инженер Быков предлагал построить по обеим сторонам Корабельного фарватера (ведёт из Большой Невы в море) защитные дамбы, спрямить и углубить фарватер для возможности захода в Неву крупных морских судов.
Начало строительства Петербурго-Московской железной дороги, дававшей быстрый выход товарам из центральной России к петербургскому порту, дало толчок к новым предложениям о сооружении глубоководного фарватера — морского канала к Петербургу и строительству в городе нового торгового порта. Вот некоторые из предложений. Проект правительства от 1846 года предполагал постройку порта на Гутуевском острове, и соединение его с железной дорогой. Морской канал к нему глубиной 6,1 м должен был идти вдоль Корабельного фарватера. Предложение Заржецкого также заключалось в строительстве морского канала глубиной 6,1 м и шириной по дну 107 м вдоль Корабельного фарватера к порту в районе Гутуевского острова. На глубинах меньше 4 м канал предполагалось оградить дамбами для защиты от наносов. Проект братьев Усовых 1858 года предполагал строительство порта в западной части Васильевского острова в районе Галерной гавани. К нему должен был вести морской канал длиной 12 км, шириной по дну 107 м и глубиной 6,1 м. Созданный в 1859 году комитет под председательством управляющего Департаментом внешней торговлей рассмотрел 7 проектов касаемо порта и морского канала и лучшим признал проект Заржецкого. В 1864 году комитет был распущен и до начала работ дело не дошло.
Тотлебен предлагал канал глубиной 8,5 м и длиной 35 км, из которых 23 км проходили бы по северному берегу Невской губы, начинаясь от Невы несколько выше Литейного моста. Порт предполагалось построить напротив начала канала на левом берегу Невы. Ширина части канала, проходившей по суше, была бы 32 м по дну. По предложению Шампульона и Яницкого порт намечалось построить на Канонерском и Гутуевском островах. Морской канал глубиной 6,1 м, ограждённый защитными дамбами должен был проходить вдоль этих островов, а затем вдоль Гребного фарватера. По проекту Путилова 1871 года порт предполагался на взморье в устье Екатерингофки возле деревни Емельяновки. К порту должен был вести морской канал длиной 5,8 км и глубиной 5,5 м.
В январе 1872 года межведомственному комитету при Министерстве путей сообщения под председательством С. В. Кербедза поручили провести оценку очередных предложений. Было рассмотрено 15 проектов строительства Петербургского порта и морского канала. Лучшими были признаны проект компании «Котар, Шампалион и Яницкий» и проект Путилова. В июне 1872 года императором были одобрены общие основания, а в мае 1873 года утверждён подробный проект строительства. Он предусматривал сооружение за государственный счёт морского канала глубиной 6,1 м (20 футов) от устья Невы, далее по Екатерингофке и затем в море в сторону Кронштадта. Полная длина канала 30 км, 4 км из которых в защитных дамбах, ширина по дну в открытой части — 107 м, 85 м — в защищённой дамбами части и 51 м по Екатерингофке. Склады вдоль канала для работы порта должны были возводиться на частные средства. Стоимость строительства оценивалась в 7,5 млн рублей, работы должны были завершится за 6 лет. 13 (25) июня 1874 года Александр II утвердил положение «О временном управлении по устройству С.-Петербургского морского канала». Общее направление канала было утверждено Александром II 21 августа (2 сентября)  1874 года. 26 октября (7 ноября)  1874 года был подписан «Контракт на производство работ и поставок по устройству Санкт-Петербургского канала». Заказ-подряд на работы получил Н. И. Путилов, Кларк, Пончард «с товарищами». По контракту работы должны были закончить в 1880 году. Англичане Кларк и Пончард в 1877 году вышли из предприятия.

### Строительство

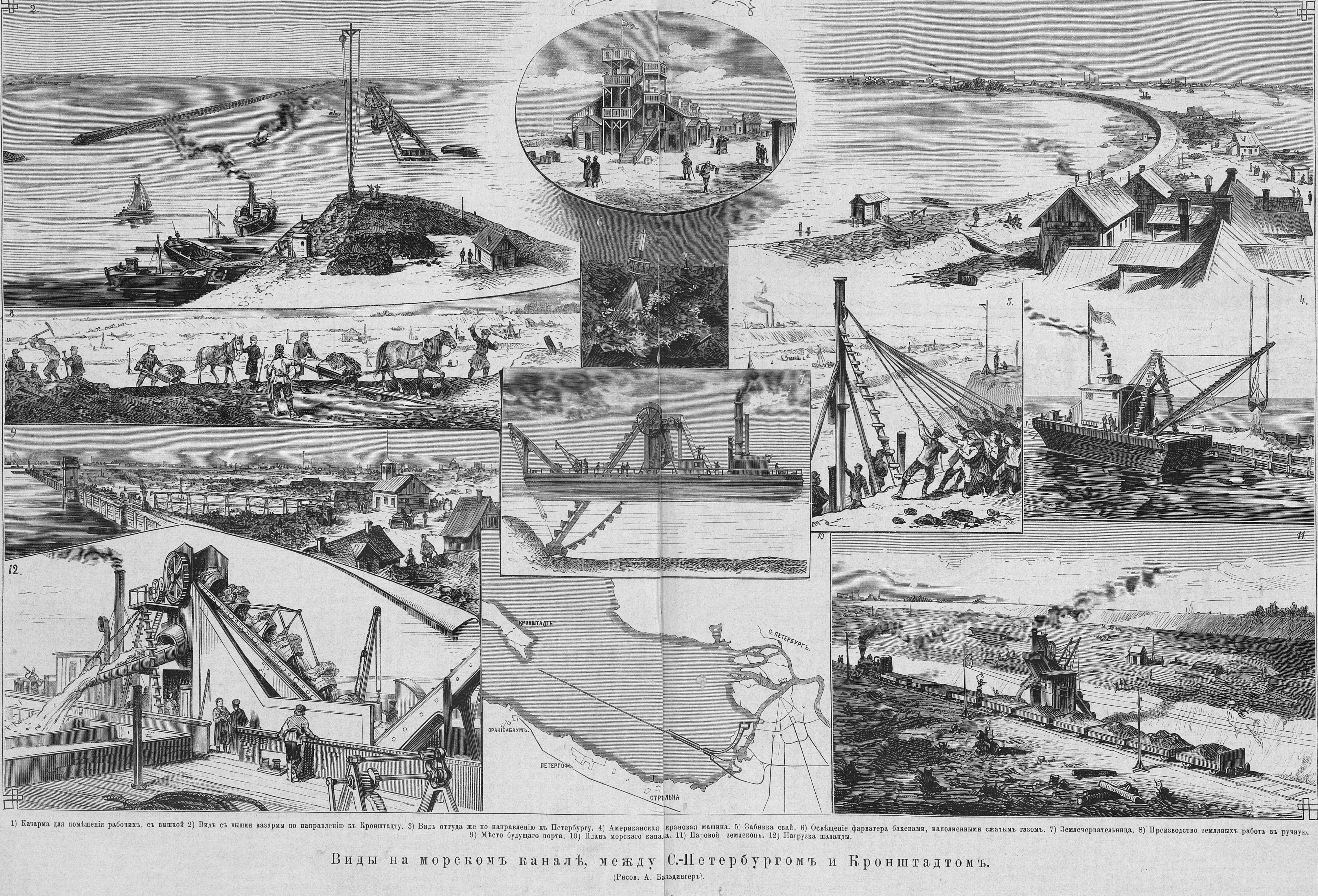
Строительство канала, 1881 год

Закупленное в Англии и доставленное в 1875 году в Петербург оборудование для производства земляных работ было повреждено, также в пути были утеряны многие механизмы. В результате сборка машин затянулась до осени 1876 года. Это грозило срывом сроков работ по контракту. 19 апреля (1 мая)  1878 года правительством был подписан с Путиловым новый контракт с некоторыми изменениями, в частности срок окончания работ был перенесён на 1883 год. В 1879 году первоначальный маршрут прохождения канала был несколько скорректирован. Было решено возле Петербурга разветвить канал на два рукава — один, длиной 3,7 км к устью Екатирингофки, с отказом от первоначально предполагавшегося углубления реки; другой — между Канонерским и Гутуевским островами к Неве. Также вместо первоначально планировавшейся глубины канала в 6,1 м (20 футов), было решено углублять его до 6,7 м (22 фута). Стоимость сооружения канала была повышена до 9,5 млн рублей. Осенью 1880 года правительством был подписан контракт на сооружение за 2,5 млн рублей морского порта на Гутуевском острове вдоль берега Морского канала. К порту предполагалось проложить ветвь  Путиловской железной дороги.
Строительные работы были начаты в 1877 году. Выемка грунта на участке канала длиной 3 км между Канонерским и Гутуевским островами велась в осушенном котловане, а на остальных участках — землечерпалками с воды. Было задействовано шесть земснарядов общей производительностью 1000 м³ грунта в час, а всего 59 судов: пароходов, шаланд, самоходных барж, паромов. Грунт с судов в защитные дамбы поступал через отсыпку в воду через открывающееся дно судна, перегрузкой или намывом. Для сооружения ограждающих дамб были забиты десятки тысяч свай, сооружено множество ряжей, пространство между их рядами заполнялось камнями и землёй. Дамбы, протянувшиеся с обеих сторон морского канала, предназначались для защиты его от заиливания, происходившего в Невской губе на небольших глубинах под действием волнения во время штормов. Общая длина дамб составила около 20 км, высота по гребню 4,3 м. В осушенном котловане выемка грунта велась вручную, также использовался многоковшовый экскаватор на рельсовом ходу. Грунт отвозился вручную на тачках, либо на лошадях, либо паровозом на платформах по временной железной дороге. 
За 1877 год было извлечено 307 тыс. м³ грунта и сооружено 90 погонных метров ряжей. В 1878 году извлекли 532 тыс. м³ грунта, соорудили 4470 погонных метров ряжей и отсыпали в основание дамб 243 тыс. м³ грунта. За 1879 год было извлечено 760 тыс. м³ грунта, построено 1600 погонных метров ряжей, на создание дамб было отсыпано 385 тыс. м³ грунта. В 1880 году извлекли 1440 тыс. м³ грунта, возвели 17 800 погонных метров ряжей, отсыпали в основание дамб 740 тыс. м³ грунта. 
18 апреля 1880 года Н. И. Путилов умер. Строительство завершали его компаньоны П. А. Борейша и С. П. Максимович. В июле 1882 года первая очередь канала была сдана в эксплуатацию. Полностью строительство канала было завершено в 1885 году. Канал имел глубину 6,7 м (22 фута); в ответвлении к Екатерингофке глубина постепенно уменьшалась до 6,1, затем до 4,9 м. Ширина по дну на протяжении первых четырёх километров от Невы — 64 м, в остальной ограждённой дамбами части — 85 м, ширина канала в неограждённой дамбами части — 107 м. Длина — 29,6 км, из них 17,1 км не ограждены защитными дамбами. Из русла канала было вынуто 8 млн м³ грунта. Стоимость сооружения Морского канала и порта составила 13 млн рублей.
Значительную роль в осуществлении данного (и ряда подобных) проекта сыграли землечерпальные машины, рядом патентов на которые обладал владелец агентства по скупке патентов — бывший лейтенант русского императорского флота граф В. И. Збышевский. В результате усилий русского правительства были получены права на использование патентов; Великий князь Константин Николаевич лично встретился с Збышевским, который вошёл в дирекцию компании по очистке фарватеров русских судоходных рек.
Торжественное открытие Морского корабельного канала Кронштадт — Петербург состоялось 15 мая 1885 года. По этому случаю Министерство путей сообщения распорядилось выпустить памятную медаль и открытку, на последней изображены главные строители канала П. Борейша, С. Максимович и М. Фуфаевский.
По случаю торжественного открытия канала в мае 1885 года был установлен обелиск по проекту архитектора Владимира Николя. По одним данным, обелиск был разобран в годы Великой Отечественной войны, по другим данным — после нее.
Морской канал периодически углубляли. К 1909 году его глубина была доведена до 8,5 м (28 футов). В начале 1930-х годов глубина канала составляла от 8,5 до 9,5 метров.

## Происшествия
29 августа 1926 года, ночью в Морском канале рядом со стенкой Хлебного мола затонул пароход «Буревестник», совершавший регулярный рейс в Кронштадт. Происшествие повлекло многочисленные человеческие жертвы. По разным данным 59-65 человек.
1 мая 1943 года в Морском канале после подрыва на донной неконтактной мине затонула подводная лодка Щ-323.

## Географические сведения

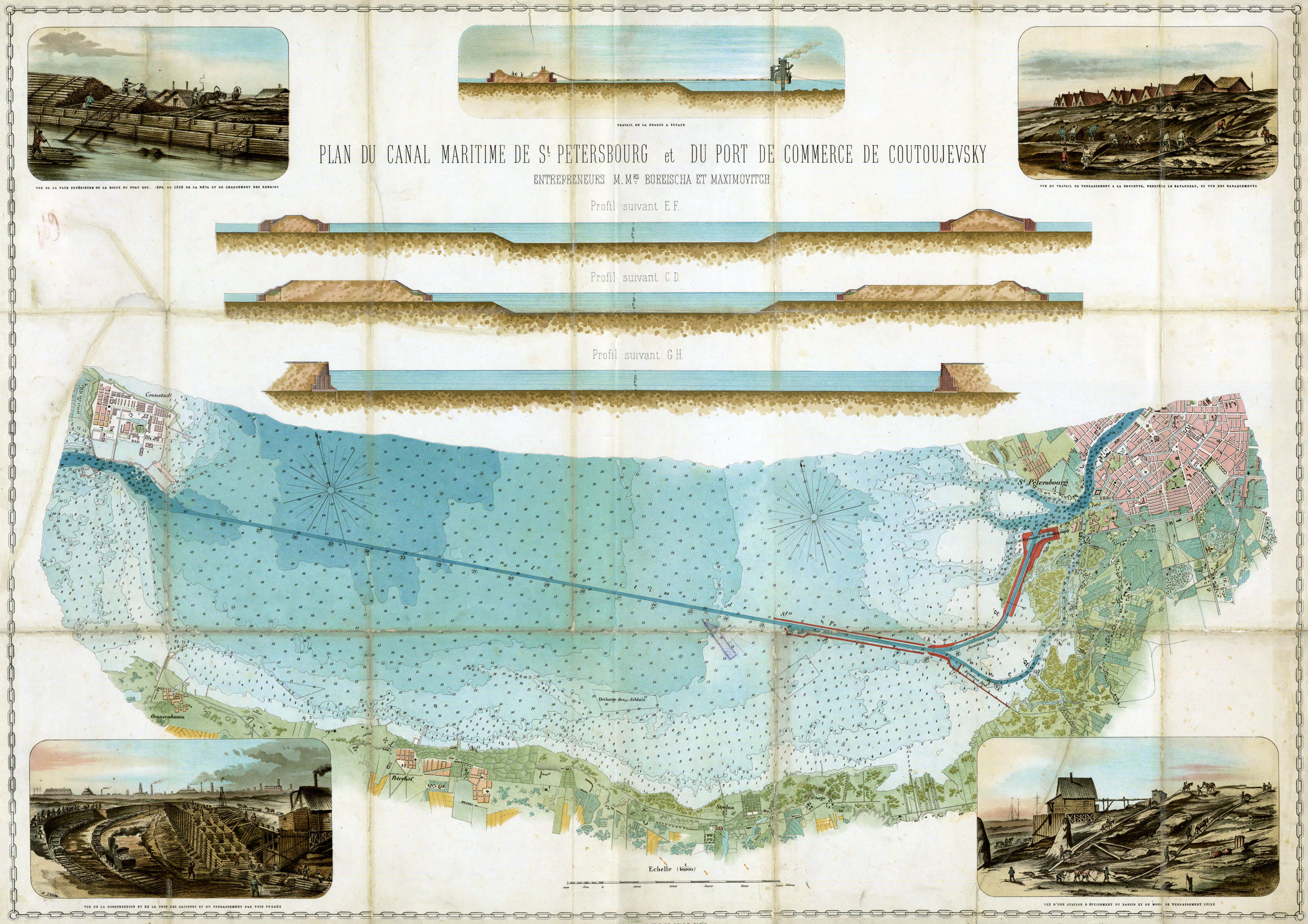
Морской канал на карте 19 века

Канал начинается в устье Большой Невы, и далее проходит между Канонерским и Гутуевским островом, затем поворачивая направо, в сторону моря, где идёт прямолинейно и оканчивается, немного не доходя острова Котлин. Фарватер из санкт-петербургского порта здесь не заканчивается и идёт дальше, но называется уже Кронштадтский корабельный фарватер (Фарватер № 2). В 2010-е годы Морской канал, соединяющий Петербург с Финским заливом, обладал следующими характеристиками: его ширина составляла 80—120 м, а разброс глубин — 11,8—14,8 м. Предполагается постепенное углубление канала до 14 м с одновременным его расширением до 150 м по дну. В восточной части (прилегающей к морскому порту Санкт-Петербург) канал обвалован дамбами для защиты от заиления.
В случае, если длина судна превышает 155 м, на канале организуется одностороннее движение, на участке от Невских ворот до Лесной гавани одностороннее движение организуется в том случае, если длина судна больше 80 метров, а на участке от Золотых Ворот до пикета ПК-132 — если длина судна более 100 метров. Разрешённая скорость судов — 10 узлов для открытой части канала и 6 узлов для участка канала, защищённого дамбами.

## Хозяйственное значение
Движение по каналу регулируется диспетчерами системы управления движением судов (СУДС) морского торгового порта «Большой порт Санкт-Петербург». Ни одно судно или корабль не имеют права без разрешения СУДС войти в её зону действия.
Управление движением судов СУДС осуществляет:
- Пост регулирования движения судов (ПРДС), по радио на ультракоротких волнах (УКВ), канал вызова и рабочий канал 9, позывной «Петербург радио-17», резервный канал 67.
- Радиолокационный центр управления движением судов (РЦ УДС) (разг. «Раскат»), по радио на УКВ, каналы вызова 9, 12, 16, позывной «Петербург-радио-9», рабочий канал 12, 73, резервные каналы 13, 67, 30.